# Tumaryn
Tumaryn (biał. Тумарын, Tumaryn; ros. Тумарин, Tumarin) – wieś na Białorusi, w obwodzie homelskim, w rejonie wieteckim.